# Joe Simpson
Joe Simpson (Kuala Lumpur, 1960. augusztus 13. –) angol hegymászó és író. Joe Simpson írta a Végtelen érintése (Touching the Void) című könyvet, amelyben barátjával és mászótársával Simon Yates-szel 1985-ben a Perui Andok-ban található Siula Grande sikeres, de majdnem végzetes megmászásának történetét jegyzi le. Későbbi könyvei szintén a hegymászásról szólnak. Simpson nemcsak magabiztos eleganciával ír, hanem valódi lélektani mélységeket jelenít meg a fizikai és lelki összeomlás határán álló, valamint a morális és erkölcsi korlátokat átlépő emberek ábrázolásában.

## Magyarul megjelent művei
- A végtelen érintése; ford. Németh Ágnes, Pornói István; Rafiki, Pilisszentlászló, 1998 ISBN 9630360012
  - (Zuhanás a csöndbe címen is)
- Sötét árnyak ereszkednek; ford. Bráder Éva; Corbis, Bp., 2005 ISBN 9632176154
- Zuhanás a csöndbe; ford. Németh Ágnes, Pornói István, átdolg., szerk. Sárközy Elga; Park, Bp., 2010 (Veszélyes övezet) ISBN 978-963-530-905-4
  - (A végtelen érintése címen is)

## Bibliográfia
- Touching the Void ISBN 0099452294
- Dark Shadows Falling ISBN 0099756110
- Storms of Silence ISBN 0099578115
- This Game of Ghosts ISBN 0099380110
- The Beckoning Silence ISBN 0099422433
- The Water People (fiction) ISBN 0349103496